# Río Campana
El río Campana, o de la Campana, es un río del sur de la península ibérica perteneciente a la cuenca hidrográfica del Guadalquivir, que discurre por el norte de la provincia de Jaén (España). 

## Curso
El Campana nace en la confluencia del arroyo de las Bayas y el arroyo de la Noguera junto al cerro de Moranda (817 m s. n. m.). Realiza un recorrido en dirección nordeste-suroeste hasta su desembocadura en el río Renegadero al norte de la localidad de La Carolina.

## Flora y fauna
El bosque de ribera del Campana está compuesto principalmente por alisos, fresnos, almeces, olmos y pino piñonero entremezclados con una gran variedad de especies de arbustos, como zarzas y espinos y plantas trepadoras como la vid silvestre.

## Historia
Anteriormente a la creación de la carretera de Despeñaperros por Carlos III en 1761 y desde la Prehistoria, por el río Campana pasaba la vía que comunicaba el alto valle del Guadalquivir con la Meseta a través de los puertos del Rey y el Muradal.
Debido a su alta mineralización, en el entorno del Camapana existieron varios balnearios como el de La Aliseda en Fuente Herrumbrosa.